# Vijayananda Dahanayake

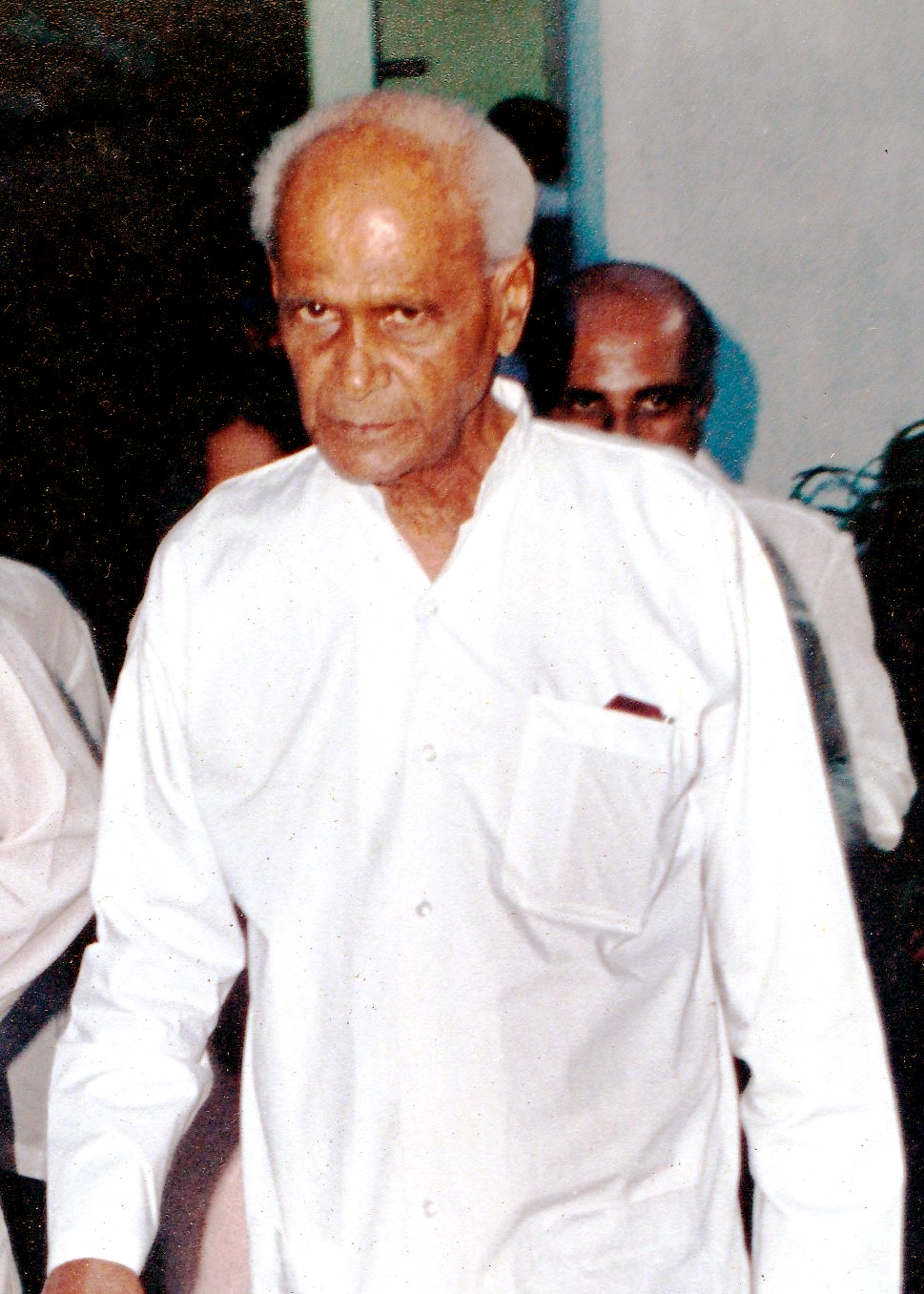
Wijeyananda Dahanayake (2014)

Wijeyananda Dahanayake (* 22. Oktober 1902 in Galle, Südprovinz; † 4. Mai 1997 ebenda) war ein sri-lankischer Politiker. Er war von September 1959 bis März 1960 Premierminister von Ceylon.

## Biografie
Dahanayake war Lehrer am katholischen St. Aloysius' College in Galle an der Südküste Ceylons, das bis 1948 unter britischer Herrschaft stand. Dahanayake engagierte sich in der Unabhängigkeitsbewegung und wurde zunächst Mitglied der marxistischen Lanka Sama Samaja Party. Von 1939 bis 1941 war er der erste gewählte Bürgermeister von Galle. 
1944 wurde er in den State Council of Ceylon und 1947 in das House of Representatives des nun bikameralen Parlaments gewählt. 1956 schloss er sich der sozialistischen und singhalesisch-nationalistischen Sri Lanka Freedom Party (SFLP) von S. W. R. D. Bandaranaike an. Die SFLP gewann die Wahl im selben Jahr erdrutschartig, Bandaranaike wurde Premierminister und berief Dahanayake als Erziehungsminister (Minister of Education) in die Regierung.
Nach der Ermordung Bandaranaikes am 26. September 1959 wurde Dahanayake dessen Nachfolger als Premierminister von Sri Lanka. Dahanayake gründete seine eigene Partei namens Lanka Prajathanthravadi Pakshaya (LPP; Demokratische Partei Lankas), die zunächst mit der SFLP verbündet blieb. Er führte die Regierung bis zu den nächsten allgemeinen Wahlen im März 1960. Dabei unterlag die SFLP jedoch der konservativen United National Party (UNP), so dass Dudley Shelton Senanayake am 21. März 1960 neuer Premierminister wurde. Auch Dahanayake selbst verlor bei diesen Wahlen sein Mandat als Abgeordneter im Parlament. Bereits im Juli 1960 wurde erneut gewählt und Dahanayake erhielt wieder einen Parlamentssitz. Nach der Wahl wechselte er zur Opposition gegen Bandaranaikes Witwe Sirimavo, die die Führung der SFLP übernommen hatte und neue Premierministerin wurde. 
Bei der Parlamentswahl 1965 trat Dahanayake für die Sri Lanka Freedom Socialist Party (SLFSP) an, eine Abspaltung von der SFLP unter Führung C. P. de Silvas, die sich mit Dudley Senanayakes UNP verbündete und schließlich mit dieser fusionierte. Die UNP gewann die Wahl und Senanayake ernannte Dahanayake am 27. März 1965 zum Innenminister (Minister of Home Affairs) in sein bis zum 29. Mai 1970 amtierendes Kabinett.
Zuletzt war er während der Amtszeit von Premierminister Ranasinghe Premadasa zwischen 1986 und 1988 Minister für Kooperativen (Minister of Cooperatives). Nach der Wahl 1989 schied er aus dem Parlament aus.